# Liechtensteinisch-schweizerische Beziehungen
Aufgrund der geografischen, wirtschaftlichen, politischen, kulturellen und gesellschaftlichen Nähe Liechtensteins zur Schweiz sind die Beziehungen der beiden Länder ausserordentlich eng. Das Fürstentum gehört seit 1923 zum Schweizer Zollgebiet. Landeswährung ist seit 1924 der Schweizer Franken.

## Liechtenstein und die Eidgenossenschaft bis 1914

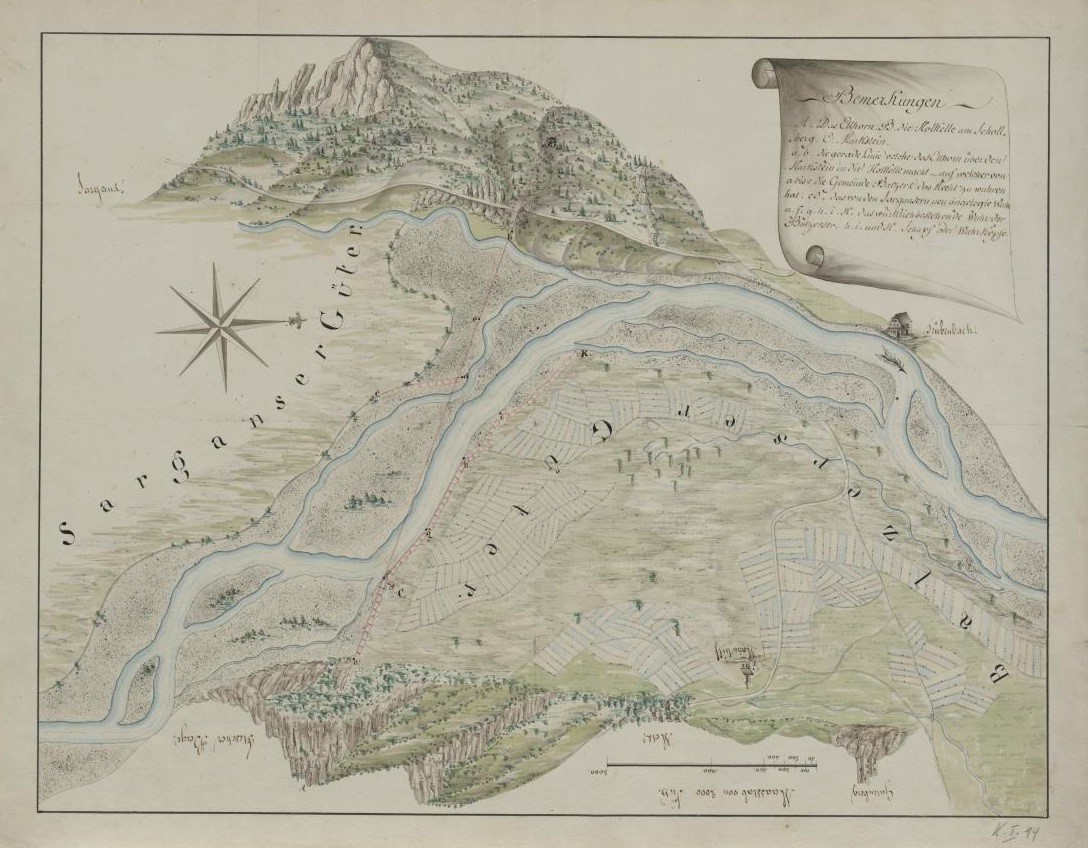
Plan des Rheinverlaufs bei Balzers, entstanden aus Anlass eines Grenzstreits zwischen Liechtenstein und der Schweiz.

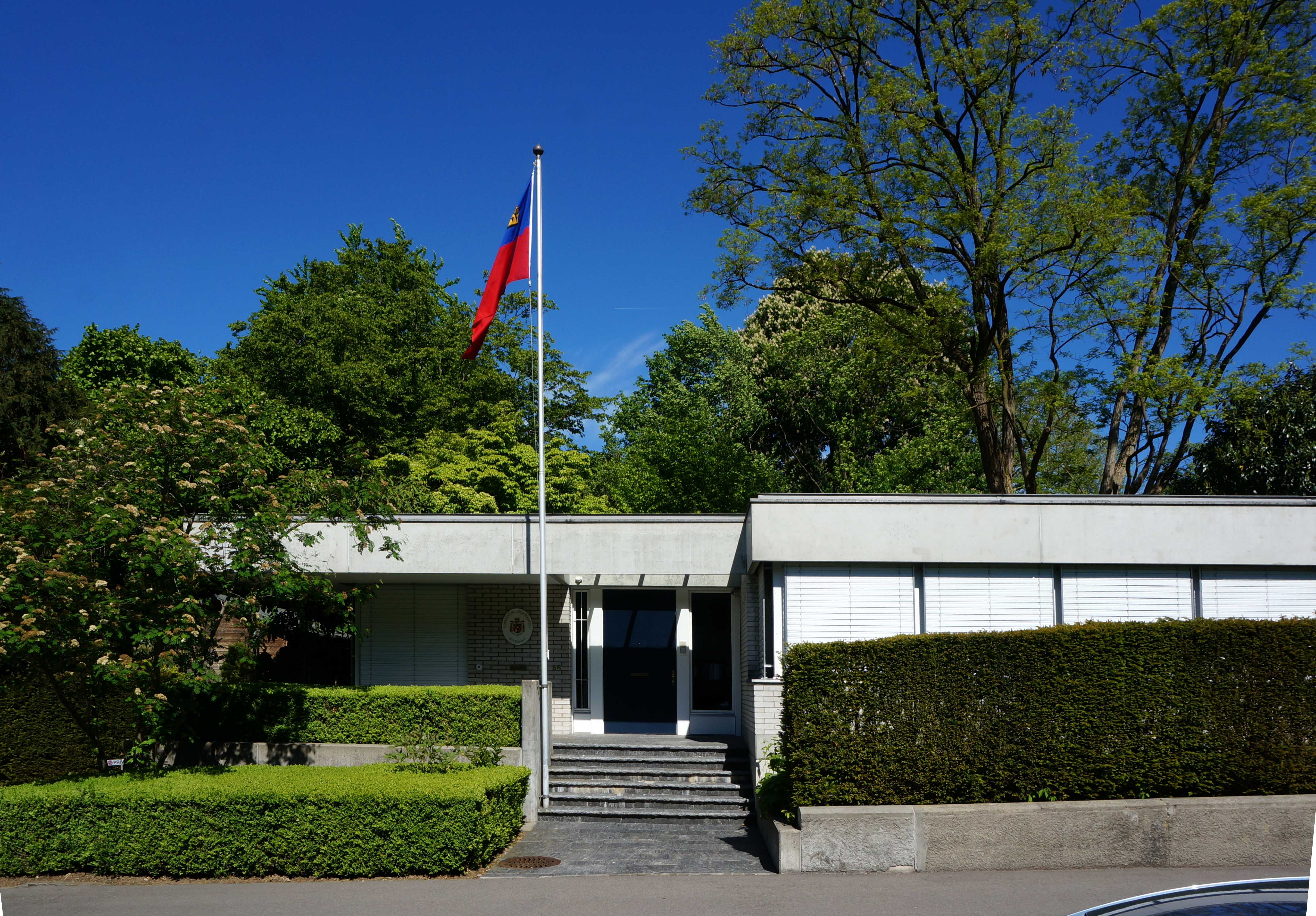
Liechtensteinische Botschaft in Bern

1460 brachten die Eidgenossen die Grafschaft Sargans in ihren Besitz und wurden damit unmittelbare Nachbarn Liechtensteins. Schon seit dem Alten Zürichkrieg war das Gebiet Liechtensteins Teil einer Pufferzone zwischen eidgenössischem und habsburgischem Einflussgebiet. 1497 bis 1615 wurden die an Liechtenstein angrenzenden Herrschaften Gams, Maienfeld, Werdenberg und Sax-Forstegg eidgenössische Untertanengebiete.
Ein Aufstand der Werdenberger Untertanen brachte den Vaduzer Landvogt dazu, aus Angst vor einem Übergreifen des Aufstands 1720 die im Bau befindliche Rheinbrücke abzubrechen. In den Koalitionskriegen bestand ab 1794 zwischen der neutralen Schweiz und Liechtenstein eine die liechtensteinische Bevölkerung schwer belastende Grenzsperre. Während des Zusammenbruchs der alten Eidgenossenschaft 1798 flüchteten der Abt von Pfäfers und die Stiftsdamen des Klosters Schänis nach Liechtenstein.
1838 schloss Liechtenstein mit der Eidgenossenschaft einen Freizügigkeitsvertrag ab, der liechtensteinischen Saisonniers die Arbeit in der Schweiz ermöglichte. Der 1852 mit Österreich abgeschlossene Zollvertrag führte zu einem jahrelangen Konflikt. Es bestanden zwar fünf Rheinübergänge in die Schweiz, aber Österreich weigerte sich, mehr als zwei Zollstellen zu betreiben. 1862 konnte Liechtenstein nach schwierigen Verhandlungen die Einrichtung zweier weiterer Zollstellen erreichen. Ab 1868 standen für den Verkehr mit der Schweiz Rheinbrücken zur Verfügung, 1872 wurde die Bahnstrecke Feldkirch–Buchs eröffnet. Die schweizerisch-österreichischen Handelsverträge ab 1868, die mit der Zustimmung Liechtensteins ratifiziert wurden, führten zu Erleichterungen im Grenzverkehr. Die von 1852 bis 1914 entstandenen Bindungen zwischen den beiden Staaten waren die Grundlage für die Hinwendung Liechtensteins zur Schweiz nach dem Ersten Weltkrieg.

## Erster und Zweiter Weltkrieg

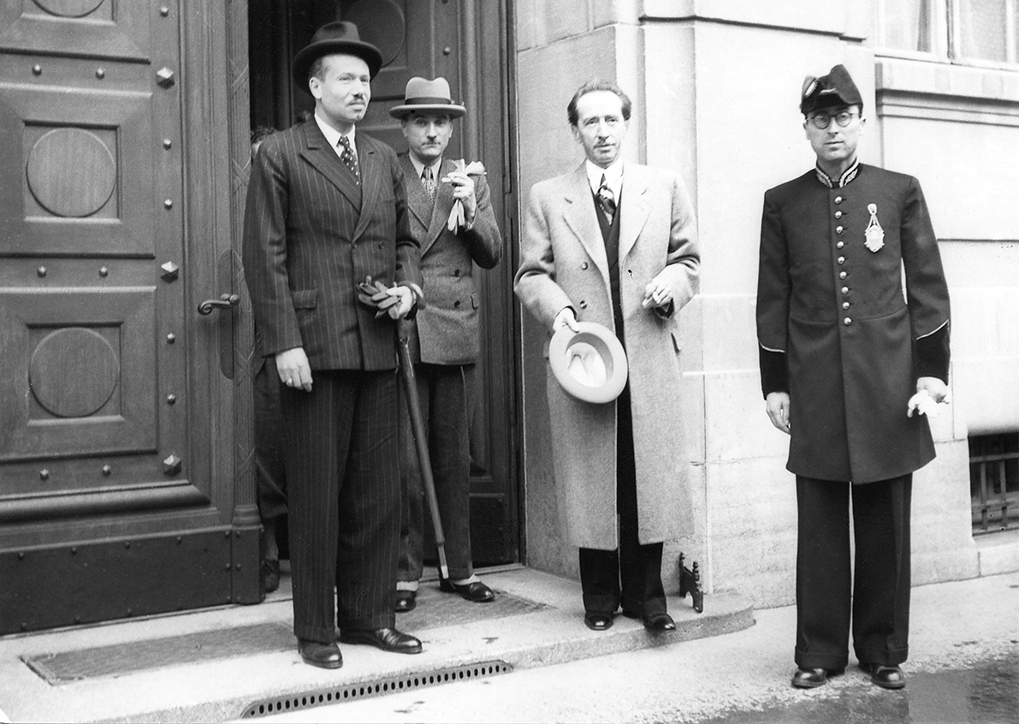
Fürst Franz Josef II. bei seinem offiziellen Besuch im Jahr 1943 in der Schweiz. Von links: Fürst Franz Josef II., Bundesrat Marcel Pilet-Golaz, Bundespräsident Enrico Celio und ein Bundesweibel.

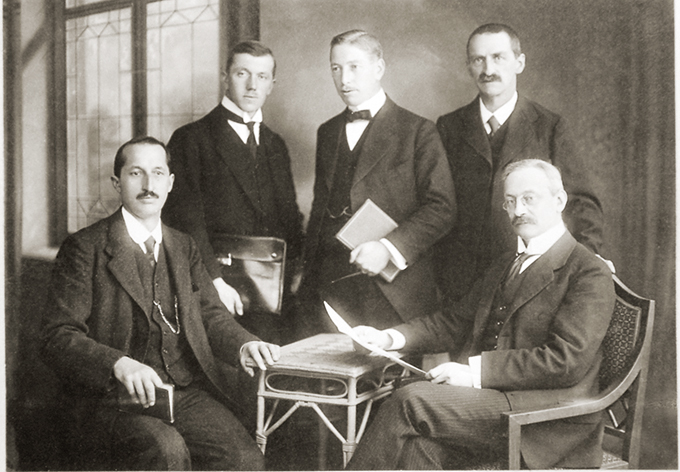
Die liechtensteinische Kommission für die Zollvertragsverhandlungen, 23.–24.1.1920. Von links sitzend: Landtagspräsident Fritz Walser, Prinz Eduard von Liechtenstein. Von links stehend: Legationsrat Dr. Emil Beck, Landtagsabgeordneter Dr. Wilhelm Beck, Regierungsrat-Stellvertreter Emil Batliner.

Im Ersten Weltkrieg erkannte die Schweiz im Gegensatz zu den Ländern der Entente die Neutralität Liechtensteins an und unterstützte bis 1916 die liechtensteinische Landesversorgung durch Lebensmittellieferungen. Um ein wirtschaftliches Überleben zu sichern, fand nach dem Krieg eine Umorientierung in Richtung Schweiz statt. 1919 kamen das auf Heller lautende Liechtensteiner Notgeld und der Liechtensteiner Franken als Münzgeld in Umlauf. In diesem Jahr kündigte Liechtenstein den Zollvertrag mit Österreich und nahm Verhandlungen mit der Schweiz auf, die 1920 zum Postvertrag führten. 1923 wurde der Zollanschlussvertrag unterzeichnet, der Liechtenstein ab dem 1. Januar 1924 an das schweizerische Wirtschafts- und Zollgebiet anschloss. Zudem führte Liechtenstein 1924 den Schweizer Franken als Landeswährung ein – erst 1980 wurde ein formeller Währungsvertrag abgeschlossen. Der Zollvertrag ermöglichte in der Zwischenkriegszeit eine Erholung der liechtensteinischen Wirtschaft und war nach dem Zweiten Weltkrieg einer der wichtigsten Faktoren des wirtschaftlichen Aufschwungs.
Nach dem Anschluss Österreichs an das Deutsche Reich 1938 gewährte die Schweiz Kredite und machte wirtschaftliche Zusagen zur Unterstützung der liechtensteinischen Souveränität. Als Gegenleistung erwartete das Nachbarland ein Bekenntnis zu den bestehenden Staatsverträgen und 1939 die Abtretung des für schweizerische Landesverteidigung wichtigen Ellhorns.  Der drohende Krieg liess die beiden Länder weiter zusammenrücken. Während des Zweiten Weltkriegs war Liechtenstein gänzlich in die schweizerische Kriegswirtschaft einbezogen. Der Schweizerische Bundesrat beschloss, das Fürstentum im Fall eines deutschen Angriffs nicht zu verteidigen. 1948 erzwang die Schweiz von Liechtenstein den Verkauf des Ellhorns.

## Nachkriegszeit, Gegenwart

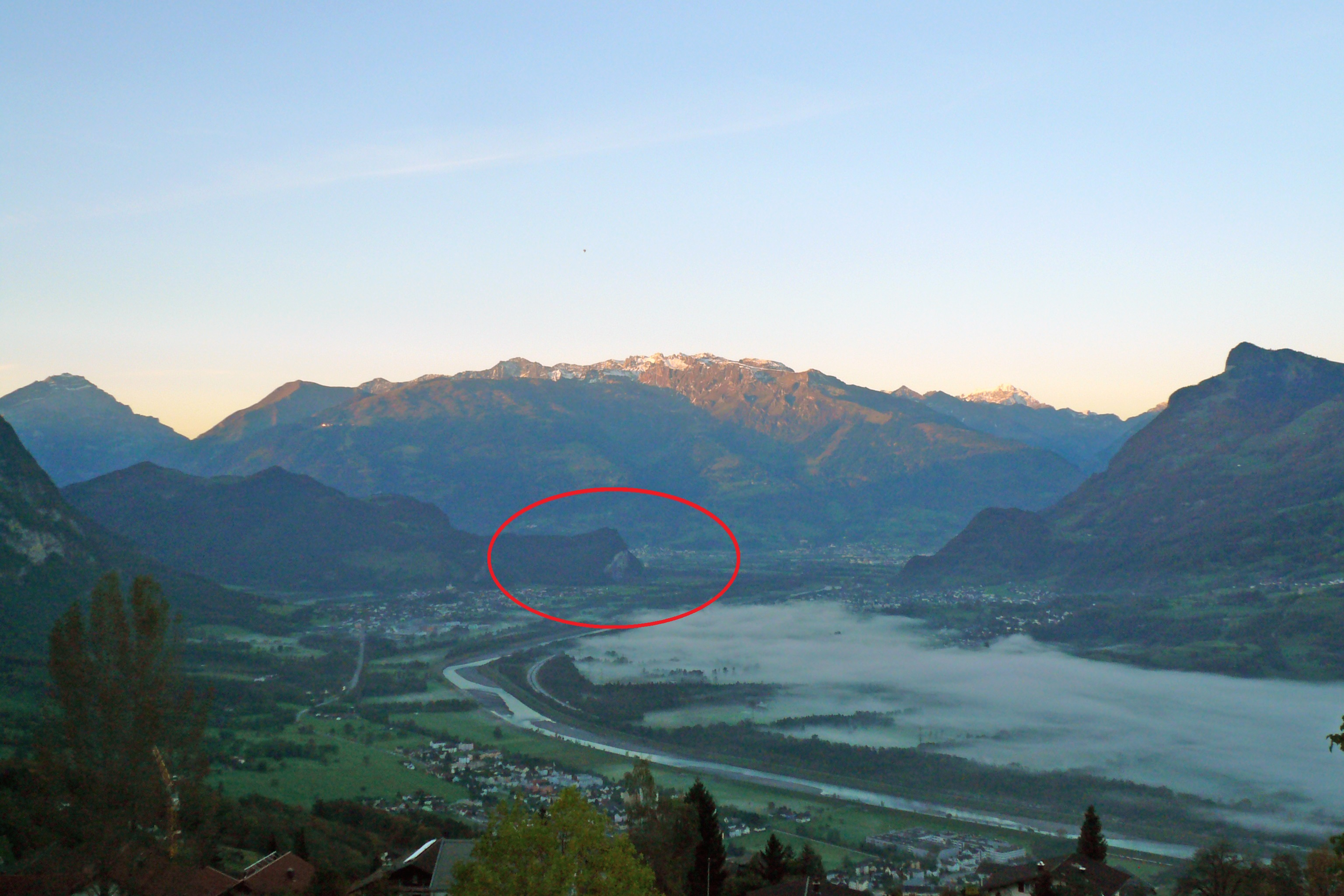
Das Ellhorn gehört aus militärstrategischen Gründen seit 1949 zur Schweiz.

Im Bereich der Sozialversicherungen arbeitet Liechtenstein eng mit der Schweiz zusammen. 1954 wurde ein erstes Abkommen über die Alters- und Hinterlassenenversicherung (AHV) abgeschlossen, 1969 über Familienzulagen und 1979 über die Arbeitslosenversicherung.
Der Betrieb des Waffenplatzes St. Luzisteig der Schweizer Armee führte wiederholt zu Problemen, besonders in der Gemeinde Balzers. Die Schiessübungen stellten eine Lärmbelästigung dar und führten u. a. 1960 und 1985 zu Waldbränden.
Als Folge des wirtschaftlichen Aufstiegs nach dem Zweiten Weltkrieg richtete Liechtenstein seine Aussenpolitik auf weitere Länder aus. 1970 forderte Erbprinz Hans-Adam, aus dem «Rucksack» der Schweiz auszusteigen. Der Zollvertrag wurde angepasst, um Liechtenstein 1991 den Beitritt zur Europäischen Freihandelsassoziation (EFTA) und 1995 zum Europäischen Wirtschaftsraum (EWR) zu ermöglichen.
Wegen des stark gestiegenen Ausländeranteils in Liechtenstein wurde die 1941 eingeführte gegenseitige Niederlassungsfreiheit im Jahr 1981 teilweise aufgehoben. Die Schweizer bilden mit 3645 Personen im Jahr 2017 die grösste Ausländergruppe in Liechtenstein. Umgekehrt lebten zum gleichen Zeitpunkt 1729 Liechtensteiner im Nachbarland. Seit 2005 herrscht für Liechtensteiner in der Schweiz wieder die volle Personenfreizügigkeit, die in Liechtenstein wohnhaften Schweizer sind den EWR-Bürgern gleichgestellt.

### Gesundheitswesen, Bildung, Kirche

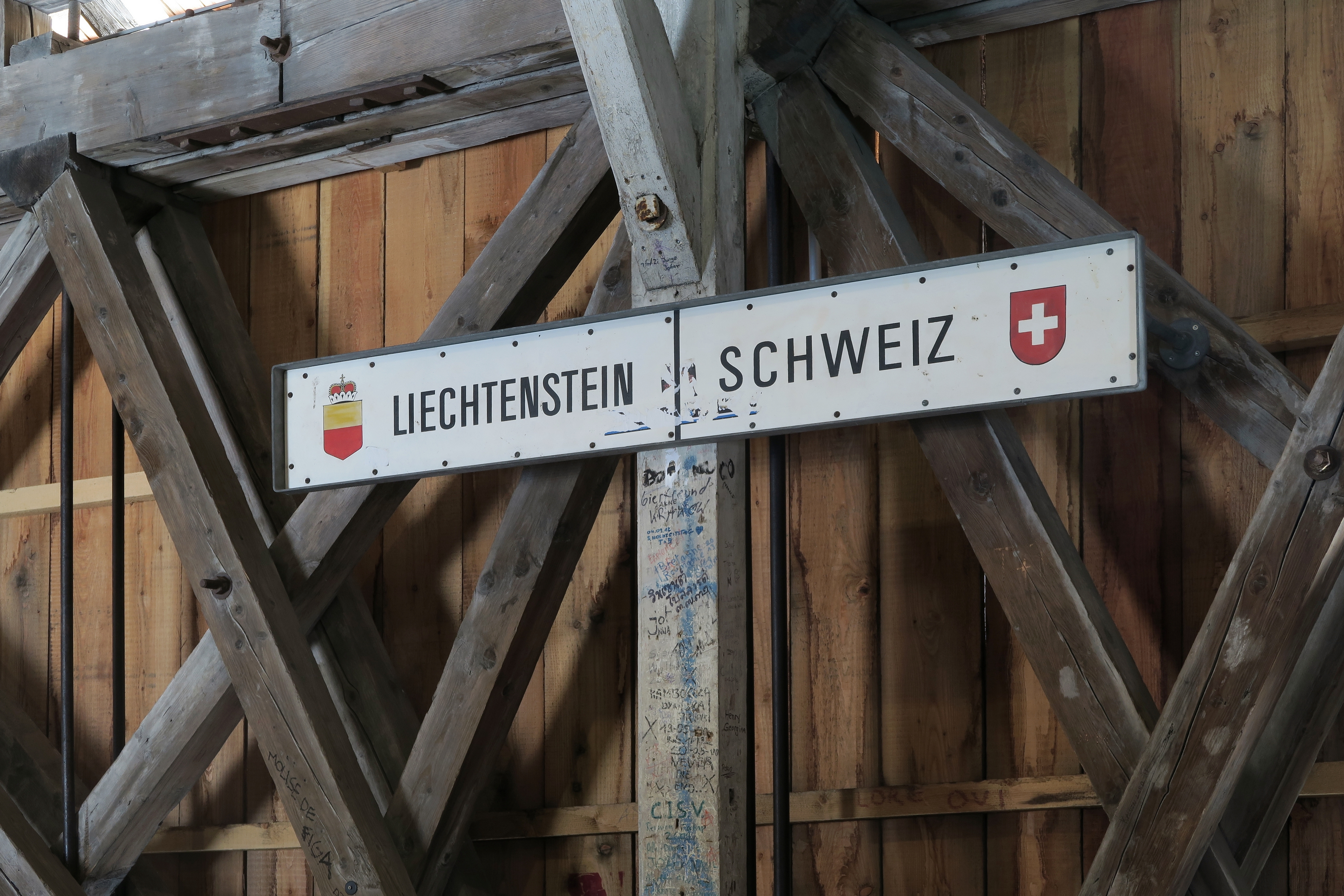
Grenzmarkierung auf der Alten Rheinbrücke Vaduz–Sevelen

Liechtenstein ist aufgrund seiner Kleinheit in verschiedenen Bereichen auf die Nutzung von Einrichtungen in der Schweiz angewiesen. Das Liechtensteinische Landesspital arbeitet mit dem Kantonsspital Graubünden zusammen. Wegen der Nähe lassen sich viele Liechtensteiner im Spital Grabs behandeln. Gestützt auf den Zollanschlussvertrag gelangen in Liechtenstein verschiedene Schweizer Gesetze aus dem Bereich der Gesundheitsversorgung zu Anwendung, unter anderem das Heilmittelgesetz und das Epidemiengesetz.
Viele Liechtensteiner absolvieren einen grossen Teil ihrer Ausbildung an Schweizer Universitäten, Fachhoch- und Berufsschulen. Das Berufsbildungssystem entspricht dem in der Schweiz. Seit 1976 ist die liechtensteinische Matura der schweizerischen gleichgestellt. Das Fürstentum beteiligt sich beispielsweise an der 1968 gegründeten Interstaatlichen Hochschule für Technik Buchs NTB, ist assoziiertes Mitglied der Schweizerischen Erziehungsdirektorenkonferenz (EDK) und trat 1981 dem schweizerischen Hochschulkonkordat bei.
Im Bereich der Zivilluftfahrt und der Vermessung findet eine enge Zusammenarbeit mit dem schweizerischen Bundesamt für Zivilluftfahrt und der Schweizerischen Unfalluntersuchungsstelle (SUST) bzw. mit dem Bundesamt für Landestopografie swisstopo statt. Bereits 1937/38 wurde das Land an das schweizerische Triangulationsnetz angeschlossen. Seit 2003 ist der Kleinstaat assoziiertes Mitglied des Ostschweizer Polizeikonkordats. Die Versorgung der Bevölkerung in Notlagen erfolgt im Verbund mit dem schweizerischen Bundesamt für wirtschaftliche Landesversorgung.
Im kirchlichen Bereich endete 1997 mit der Abtrennung des Erzbistums Vaduz vom Bistum Chur eine 1500-jährige Verbundenheit.